# Vật lý thần kinh
Vật lý thần kinh (hay vật lý thần kinh học) là một nhánh của sinh lý học liên quan đến sự phát triển và sử dụng các kỹ thuật vật lý để có được thông tin về hệ thần kinh ở cấp độ phân tử.
Thuật ngữ này là một từ ghép của tế bào thần kinh và vật lý, để đại diện cho một môn khoa học đa ngành trong đó áp dụng các cách tiếp cận và phương pháp thực nghiệm lý sinh để nghiên cứu hệ thần kinh.
Ví dụ về các kỹ thuật được phát triển và sử dụng trong vật lý thần kinh là hình ảnh cộng hưởng từ (MRI), kẹp vá, chụp cắt lớp và kính hiển vi kích thích hai photon.